# Los Ebanos (Teksas)
Los Ebanos – jednostka osadnicza w Stanach Zjednoczonych, w stanie Teksas, w hrabstwie Starr.